# Margarinotus marginepunctatus
Margarinotus marginepunctatus är en skalbaggsart som först beskrevs av Lewis 1879.  Margarinotus marginepunctatus ingår i släktet Margarinotus och familjen stumpbaggar. Inga underarter finns listade i Catalogue of Life.